# John Breen
Pour les articles homonymes, voir Breen.
John Lawrence Breen, 3 mars 1956 -  est un universitaire et japonologue britannique, spécialiste de l'histoire du Japon au Centre international de recherches d'études japonaises (en) (国際日本文化研究センター, Nichibunken) à Kyoto. Il écrit en anglais et en japonais sur l'histoire du shinto et l'institution impériale. 

## Biographie
Breen reçoit son BA de l'université de Cambridge en 1979. Il obtient son Ph.D. en 1993 également à Cambridge. 
De 1985 jusqu'à 2008, Breen est conférencier, maître de conférences et lecteur en japonais auprès de l'École des études orientales et africaines à Londres puis professeur au centre international de recherches d'études japonaises. Il est également rédacteur en chef du peer-reviewed journal (en) Japan Review.
L'examen critique de Breen des pratiques religieuses au Japon a été formée par ses recherches historiques. L'historicité (en) est interprétée comme une composante fondamentale du shinto du point de vue de Breen.
Le travail de Breen sur le shinto est influencé par les écrits de Toshio Kuroda (en). Comme la plupart des historiens contemporains, il occupe une position plus modérée. Alors que Kuroda a nié que le shinto n'était guère plus qu'une version japonisée du bouddhisme, Breen et Teeuwen font valoir qu'il y existait une tradition indigène pré-moderne de culte, de mythologie et de sanctuaires, même si en effet le shinto comme religion organisée était encore à venir
Breen est aussi l'auteur d'articles en anglais et japonais et d'un livre en japonais sur la transformation de l'institution impériale au XIXe siècle.

## Publications (sélection)
Dans un aperçu statistique dérivé des écrits de et sur John Breen, l'OCLC/WorldCat recense environ 10+ ouvrages en 30 publications en 1 langue et plus de 1 000 fonds de bibliothèque.
Ouvrages
- Japanese simplified (1987)
- Japan and Christianity: Impacts and Responses (1996) (avec Mark Williams)
- Japanese in Three Months (1997)
- Shinto in History: Ways of the kami (2000) (avec Mark Teeuwen)
- Inoue Nobutaka et al., Shintō: a short history (2002) (cotraduit et adapté avec Mark Teeuwen)
- Yasukuni, the War Dead and the Struggle for Japan's Past (2008) (édité)
- A New History of Shinto (2010) (avec Mark Teeuwen)
- Girei to kenryoku: tenno no Meiji ishin (2010)

Chapitres de livres (récents chapitres en anglais seulement)
- Popes, bishops, and war criminals: reflections on Catholics and Yasukuni in post-war Japan, in Michael Bathgate ed., Course Reader 10: Religion in modern Asia: Tradition, state and society, The Asia Pacific Journal; Japan Focus
- The nation’s shrine: conflict and commemoration at Yasukuni, modern Japan’s shrine to the war dead, in Tsang, Rachel and Eric Taylor Woods eds. The cultural politics of nationalism and nation-building: ritual and performance in the forging of nations (2014)
- Yasukuni shrine: ritual and memory, in Sven Saaler & Justin Aukema eds., Course Reader 7: The Politics of Memory in Japan and East Asia, The Asia Pacific Journal; Japan Focus (2013)
- Fine words indeed’: Yasukuni and the narrative fetishism of war, Inken Prohl and John Nelson eds., Handbook of contemporary Japanese religions (2012)
- Shinto in Helmut Anheier, Mark Jurgensmeyer ed., Encyclopedia of Global Studies (2012)
- Voices of rage: six paths to the problem of Yasukuni, in Roy Starrs ed., Politics and religion in modern Japan: red sun, white lotus (2012)
- Mourning and violence in the Land of Peace: Reflections on Yasukuni, in Breen and Yamada eds. Understanding contemporary Japan (2011)

Articles (récents articles en anglais seulement)
- Resurrecting the sacred land of Japan: the state of Shinto in the 21st century, Japanese Journal of Religious Studies, 37, 2 (2010)
- Shinto is the great way of the universe’: historical notes on Shinto-Christian negotiations, Japan Mission Journal, 63, 4 (2009)
- The danger is ever present’: Catholic critiques of Yasukuni shrine in post-war Japan, Japan Mission Journal, 63, 2 (2009)